# Zivilgesetz der Volksrepublik China
Das  Zivilgesetz der Volksrepublik China  (chinesisch 中华人民共和国民法典, Pinyin Zhōnghuá rénmín gònghéguó mínfǎ diǎn) oder kurz Minfadian chinesisch 民法典, Pinyin Mínfǎ Diǎn, ist seit dem 1. Januar 2021 in Kraft. Es ist das erste vollständige Zivilgesetzbuch der Volksrepublik China und löst laut Art. 1260 die bis dato in China geltenden Materiellen Rechte ab.

## Gliederung
Das Zivilgesetz der Volksrepublik China besteht aus 1260 Artikeln und ist folgendermaßen gegliedert:
- Teil I: Allgemeine Bestimmungen, Artikel 1–204,
- Teil II: Eigentumsrechte, Art. 205–462,
- Teil III: Verträge, Art. 463–988,
- Teil IV: Persönlichkeitsrechte, Art. 989–1039,
- Teil V: Ehe und Familie, Art. 1040–1118,
- Teil VI: Erbschaft, Art. 1119–1163,
- Teil VII: Haftung für unerlaubte Handlungen, Art. 1164–1258,
- Übergangs- und Schlussvorschriften, Art. 1259–1260.

## Vorgeschichte
In der Rechtsgeschichte Chinas ist es das dritte Bürgerliche Gesetzbuch Chinas nach dem „Entwurf des Zivilgesetzes der Großen Qing-Dynastie“, der 1907 bis 1911 entstand, und dem Zivilgesetz der Republik China, dessen einzelne Abschnitte 1929 bis 1931 in Kraft gesetzt wurden und das heute noch auf Taiwan Anwendung findet.
Nach der Gründung der Volksrepublik China gab es mehrere Initiativen zur Ausarbeitung eines Zivilgesetzbuches, aber alle Versuche, von denen sich einige in einem fortgeschrittenen Stadium mit überarbeiteten Entwürfen befanden, scheiterten an der politischen Instabilität.
Die chinesische Wirtschaftsreform von 1978 machte die Ausarbeitung eines Zivilrechts erforderlich, aber man war damals der Ansicht, dass die für ein umfassendes Zivilgesetzbuch erforderlichen rechtswissenschaftlichen Kenntnisse und Erfahrungen noch nicht vorhanden waren, so dass man beschloss, für die verschiedenen Bereiche des Zivilrechts jeweils ein eigenes Gesetz zu erlassen. So wurden ab 1985 nacheinander das Erbgesetz, die Allgemeine Grundlagen des Zivilrechts (民法通则), das Zivilprozessgesetz, das Adoptionsgesetz, das Sicherheitsgesetz und das Vertragsgesetz verabschiedet.
Die 4. Plenartagung des 18. Zentralkomitees der Kommunistischen Partei Chinas verabschiedete am 23. Oktober 2014 den „Beschluss über bestimmte wichtige Fragen der umfassenden Förderung der Rechtsstaatlichkeit durch das Zentralkomitee der KPCh“ (chin. 中共中央关于全面推进依法治国若干重大问题的决定), in dem es ausdrücklich heißt, dass „ein Zivilgesetzbuch geschaffen werden soll“.
Im März 2015 richtete die Kommission für Gesetzgebungsarbeit des Ständigen Ausschusses des Nationalen Volkskongresses (chin. 全国人民代表大会常务委员会法制工作委员会) eine koordinierende Arbeitsgruppe ein, der das Oberstes Volksgericht, die Oberste Volksanwaltschaft, das Büro für Gesetzgebungsangelegenheiten des Staatsrats (chin. 国务院法制办公室), die Chinesischen Akademie für Sozialwissenschaften und die Chinesischen Rechtsgesellschaft (chin. 中国法学会) beitritt. Der Nationale Volkskongress und sein Ständiger Ausschuss beschlossen, dass die Gesetzgebung zum Zivilgesetzbuch in zwei Schritten erfolgen sollte: Zunächst sollte ein Allgemeines Buch ausgearbeitet und als Gesetz verabschiedet werden; dann sollte der Besondere Teil des Zivilgesetzbuchs ausgearbeitet werden, der später mit dem Allgemeinen Buch als Entwurf des Zivilgesetzbuchs kombiniert werden sollte, um vom Ständigen Ausschuss des Nationalen Volkskongresses geprüft und dann vom Nationalen Volkskongress als Gesetz verabschiedet zu werden.
Am 8. März 2017 wurde auf der 5. Tagung des 12. Nationalen Volkskongresses der Entwurf des Allgemeinen Teils des Zivilgesetzbuches vorgelegt. Am 15. desselben Monats wurde er als Allgemeine Grundsätze des Zivilrechts der Volksrepublik China (chin. 中华人民共和国民法总则) in Kraft gesetzt. Es trat am 1. Oktober desselben Jahres in Kraft. Danach wurde mit der Arbeit an den verschiedenen Büchern des Besonderen Teils begonnen.
Am 28. Mai 2020 wurde der Gesetzesvorschlag im Nationalen Volkskongress mit 2879 zu 2 Stimmen (5 Enthaltungen) angenommen.

## Kontroversen und Kritik

### Debatten über die Gliederung des Zivilgesetzes
Laut Yin Tian, einem chinesischen Zivilrechtswissenschaftler, gab es innerhalb der Arbeitsgruppe zur Erstellung des Zivilgesetzes eine Debatte darüber, ob man in einen fünfteiligen Kodifizierungsstil nach deutschem Vorbild (vgl. Bürgerliches Gesetzbuch) oder einen dreiteiligen Kodifizierungsstil nach französischem Vorbild (vgl. Französisches Zivilgesetzbuch) übernehmen solle. Diese Debatten ereigneten sich vor dem Hintergrund, dass sich die früheren materiellen Rechte in China stark an das deutsche und französische Zivilrecht anlehnten.
Letzten Endes wurde das Zivilgesetz in sieben Abschnitte unterteilt. Im Gegensatz zum deutschen BGB wurden die Persönlichkeitsrechte und Deliktshaftungsrechte in zwei verschiedene Abschnitte aufgeteilt; gleiches geschah bei den Rechten zu Ehe und Familie, sowie dem Erbschaftsrecht, um dem besonderen chinesischen System der Landvergaberechte eine gesonderte Stellung zu verleihen.

### Gesonderte Kodifizierung der Persönlichkeitsrechte
Kurz nach der ersten Veröffentlichung des Zivilgesetzes, entbrannte eine starke öffentliche Debatte zwischen Liang Huixing, dem ehemaligen Leiter der Arbeitsgruppe zur Erstellung des Zivilgesetzes, und Wang Liming, dem letzten Leiter der Arbeitsgruppe.
Liang sprach sich dafür aus, dass Teil IV: Persönlichkeitsrechten keinen eigenständigen Abschnitt des Zivilgesetzbuches darstellen solle, sondern in den Abschnitt über natürliche Personen in Teil I: Allgemeine Bestimmungen integriert werden müsse. Mit einer Inkludierung in den Abschnitt über Natürliche Personen, würden die späteren Gesetze aus Teil I: Allgemeine Bestimmungen, welche für alle nachstehenden Gesetze gelten, keine Anwendung auf die Persönlichkeitsrechte finden. Er argumentierte, dass Persönlichkeitsrechte sich grundlegend von den anderen zivilen Rechten unterscheiden, da die späteren Gesetze aus Teil I: Allgemeine Bestimmungen (Rechtsgeschäfte, Vertretung, Verjährung, Datum und Frist) nicht logisch auf Persönlichkeitsrechte anwendbar seien und nur zur Verwirrung der zivilrechtlichen Rechtsprechung beitrügen. Außerdem kritisierte er Wangs Eintreten für eine gesonderte Kodifizierung der Persönlichkeitsrechte als „Ausnahmeregelung und Verstümmelung des Deliktshaftungsrechts“.
Wang Liming behauptete im Gegenzug, dass die gesonderte Kodifizierung des Persönlichkeitsrechts der Entwicklung der Menschenrechte in der Volksrepublik China förderlich sei; der Aufbau des Gesetzbuches der Praxis in der Rechtsprechung entspreche und die eigenständige Kodifizierung der Persönlichkeitsrechte die Deliktshaftung nicht beeinträchtige.

### Gleichgeschlechtliche Ehe
Auf einer Pressekonferenz der Arbeitsgruppe Recht des Nationalen Volkskongresses, beantwortete ein Sprecher journalistische Fragen zum Thema der gleichgeschlechtlichen Ehe damit, dass das die Gesetze zu Ehe und Familie den Begriff „Ehe“ als eine Verbindung zwischen einem Mann und einer Frau definieren, und dies der sozialen Wirklichkeit und kulturellen Tradition Chinas entspreche.
Im Oktober 2020 rief die chinesische NGO für Rechte gleichgeschlechtlicher Paare „Ai Cheng Jia“ (chinesisch 爱成家) über ihre Soziale-Medien-Kanäle ihre Follower dazu auf, im Kommentarbereich des Gesetzentwurfs auf der Website des Nationalen Volkskongresses, ihre Unterstützung für die Anerkennung von gleichgeschlechtlichen Ehen kundzutun und dies ebenfalls durch Briefe an Mitglieder des Nationalen Volkskongresses auszudrücken.

### Wartezeit bei Scheidungen
Als die Volksrepublik China 1950 ihr erstes Ehegesetz erließ, wurden Scheidungen an keinerlei Bedingungen oder Fristen geknüpft, damit Scheidungen auch uneinvernehmlich (insbesondere in Bezug auf häusliche Gewalt) durchgeführt werden können.
Im neuen Zivilgesetz ist eine Wartezeit von 30 Tagen für den Vollzug von Scheidungen festgelegt.
Gegner der Wartezeit betonen, dass besonders in Fällen häuslicher Gewalt psychischer Druck auf die Opfer ausgeübt werden könne, sich, gegen ihren eigenen Willen, nicht scheiden zu lassen. Befürworter argumentieren, dass die Einführung einer Wartezeit für Scheidungen dazu beiträgt, das in China bestehende Problem der impulsiven Scheidung zu lösen und die in den vergangenen Jahren stark steigende Scheidungsrate wieder zu reduzieren.

### Name des Gesetzbuches
Sporadisch wird die Abkürzung des Gesetzbuchtitels in einzelnen Medienberichten fälschlicherweise als „民典法“ (Mingdianfa) angeführt. Dabei handelt es sich um eine falsche Schreibweise, in der das zweite und dritte Schriftzeichen innerhalb des Begriffes vertauscht werden. Sun Xianzhong, Mitglied des Verfassungs- und Rechtsausschusses des Nationalen Volkskongresses, führt dies darauf zurück, dass viele Menschen die Grundidee des Zivilgesetzbuches nicht verstünden. Außerdem betonte er, dass selbst einige führende Gesetzgeber die falsche Abkürzung verwenden würden.